# The Summer Tic EP
The Summer Tic es un EP de la banda estadounidense Paramore, lanzado en junio de 2006 y vendido en el Warped Tour de ese año. El nombre del extended play proviene de un verso de la canción «Stuck On You» de Failure. En la versión del tema «Emergency», Josh Farro utiliza screaming, a diferencia de la versión incluida en el álbum All We Know Is Falling.

## Lista de canciones
| N.º | Título                              | Duración |  |
| 1.  | «Emergency» (Crab Mix)              | 4:02     |  |
| 2.  | «Oh, Star»                          | 3:47     |  |
| 3.  | «Stuck on You» (tributo de Failure) | 4:27     |  |
| 4.  | «This Circle»                       | 4:05     |  |

1. ↑  «Crab mix» se refiere a una frase del productor, acerca de que Zac Farro «se movía como un cangrejo», mientras que jugaba al ping pong.[cita requerida]